# Пекло-Дольне
Пекло-Дольне (пол. Piekło Dolne, нім. Nieder Hölle) — село в Польщі, у гміні Пшивідз Ґданського повіту Поморського воєводства.